# Dupontiella ichneumonoides
Dupontiella ichneumonoides es una especie de coleóptero de la familia Trogossitidae.

## Distribución geográfica
Habita en Venezuela.